# Иглин, Селиверст Герасимович
Селиверст Герасимович Иглин — советский хозяйственный, государственный и политический деятель, Герой Социалистического Труда.

## Биография
Родился в 1904 году в посёлке Гулькевичи. Член КПСС.
С 1920 года — на хозяйственной, общественной и политической работе. В 1920—1975 гг. — крестьянин, организатор колхозного производства, директор племенного совхоза «Придонский» Азово-Черноморского края, директором Сталинградского объединённого треста совхозов Сталинградской области, директор совхоза «Бештаугорец» Предгорного района Ставропольского края.
Указом Президиума Верховного Совета СССР от 7 декабря 1973 года присвоено звание Героя Социалистического Труда с вручением ордена Ленина и золотой медали «Серп и Молот».
Умер в Предгорном районе в 1975 году.